# In the Land of Blood and Honey
In the Land of Blood and Honey är en amerikansk dramafilm från 2011, skriven, producerad och regisserad av Angelina Jolie med Zana Marjanović, Goran Kostić och Rade Šerbedžija i huvudrollerna. Det var den första filmen som Jolie regisserade; en kärlekshistoria mellan en serbisk soldat och en bosnisk fånge under Bosnienkriget 1992–95.

## Rollista
- Goran Kostić som Danijel
- Zana Marjanovic som Ajla
- Vanessa Glodjo som Lejla
- Rade Šerbedžija som Nebojša
- Nikola Đuričko som Darko
- Branko Đurić som Aleksandar
- Miloš Timotijević som Durja
- Alma Terzić som Hana
- Džana Pinjo som Nadja
- Dolya Gavanski som Maida
- Feđa Štukan som Petar
- Boris Ler som Tarik
- Jelena Jovanova som Esma